# 奥格泰莱克
奥格泰莱克（匈牙利語：Aggtelek）是匈牙利包尔绍德-奥包乌伊-曾普伦州所辖的一个村。总面积43.82平方公里，总人口539，人口密度12.3人/平方公里（2011年1月1日）。